# Stade Jos Nosbaum
El Stade Jos Nosbaum es un estadio de fútbol en Dudelange, al sur de Luxemburgo. Actualmente es el estadio del F91 Dudelange, aunque hasta 1991, fue estadio del US Dudelange. El estadio tiene una capacidad de 2558 espectadores.
El estadio sufrió una remodelación que le obligó a reducir su aforo hasta casi la mitad para eliminar el público que se encontraba de pie. Cuenta con dos gradas, una principal cubierta y otra descubierta.